# Марин, Луис Рамон
Марин, Луис Рамон (исп. Luis Ramón Marín) (1884—1944) — испанский фотограф, один из первых фоторепортеров в Испании. Стал одним из первых среди фотографов экспериментировать со съемками с воздуха.

## Биография
В 16 лет он получил диплом эксперта в области сельского хозяйства, а через несколько лет поступил на службу в Управление по сельскому хозяйству и горному делу. В очень молодом возрасте Марин заинтересовался фотографией, в студии Амадора Куэсты на Пуэрта-дель-Соль он учился вместе с Альфонсо Санчесом Гарсия. Фотографом начал работать в 1908 году в возрасте 24 лет. В 1922 году стал репортером газеты «Информасьонес», где публиковал более ста фотографий в год. Кроме того, сотрудничал с такими изданиями, как «Мундо Графико»(исп. Mundo Gráfico), «Эсфера», «Илюстрасьон Эспаньола э Ибероамерикана».
Большую часть репортажей Рамон Луис Марин сделал в Мадриде, но, так как Национальная телефонная компании поручила ему в 1926 году снять процесс монтажа телефонных линий, в архиве остались снимки из многих провинций Испании.
В его архиве есть фотографии свадеб и протокольных мероприятий, портреты членов королевской семьи, сцены мадридской жизни, портреты интеллектуалов, артистов, а также кумиров современности (авиаторы, автогонщики). Индустриальное направление работы Марина отличаются естественностью и современным кадрированием.
Архив Луиса Рамона Марина состоит из порядка 18000 негативов, из которых более 15000 — на стеклянных пластинах. Марин умер в 1944 году, перед смертью он успел упорядочить свои материалы и оставить многочисленные пояснения. После 1940 года Марин не опубликовал ни одной фотографии. Каким образом во время Гражданской войны сохранились снимки республиканцев, Альфонса XIII, а также известных интеллектуалов левых взглядов. Эдуарда Пла, вдова Марина, опасаясь репрессий, замуровала 18000 негативов в стене кухни, где они и пролежали несколько десятилетий. Впоследствии её дочь Лусия передала негативы Фонду Пабло Иглесиаса (исп. Fundación Pablo Iglesias), который совместно с Фондом Телефоники несколько лет назад отреставрировали и оцифровали материалы архива Марина.

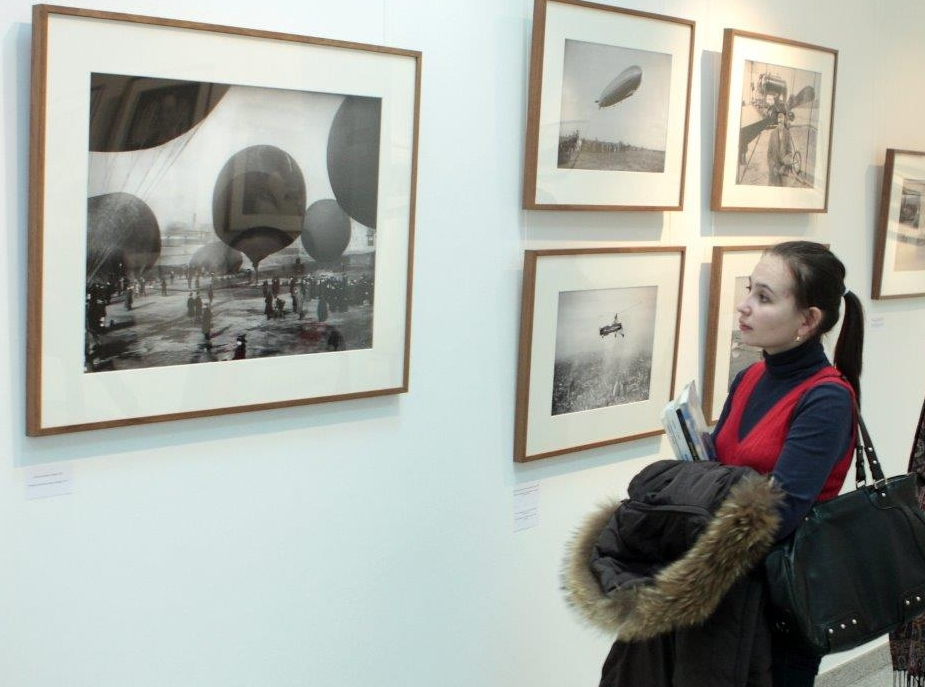
На выставке Луиса Рамона Марина в Институте Сервантеса в 2012 году.

В 2012 году 60 снимков Марина были показаны в Москве в рамках IX международного фестиваля «Фотобиеннале 2012».
Московская критика отмечает:

Работы Луиса Рамона Марина отличаются естественностью, точностью и идеально выверенной композицией, благодаря чему он по праву относится к наиболее значимым мастерам фотографии XX века.